# 651 v.Chr.
Het jaar 651 v.Chr. is een jaartal volgens de christelijke jaartelling.

## Gebeurtenissen

### Assyrische Rijk
- Koning Cyrus I van Perzië verbindt zich met Elam en stuurt hulp naar Shamash-shum-ukin van Babylon in de strijd tegen zijn broer Assurbanipal.

### Klein-Azië
- Koning Rusa II van Urartu laat 35 km ten noorden van Tushpa aan het Van-meer het fort van Ayanis bouwen (dendrochonologische) datum.[1]

### Azië
- Hertog Huan van Qi roept een conferentie bijeen van alle staten van Midden-China om afspraken te maken over een gezamenlijk bestuur.
- De Periode van Lente en Herfst eindigt na een vijfjarige oorlog en de strijdende partijen sluiten een vredesverdrag.